# Nicolás Rosell
Nicolás Rosell (Palma di Maiorca, 3 novembre 1314 – Palma di Maiorca, 28 marzo 1362) è stato un cardinale spagnolo.

## Biografia
Nicolás Rosell nacque il 3 novembre 1314 nella capitale Palma di Maiorca, regno vassallo di Maiorca ed omonima diocesi, nella regione insulare della Corona d'Aragona; era uno dei quattro figli del ricco pelaire Borrás Rossell, proprietario di un'attività dedita alla cardatura della lana e di altri tessuti, e di sua moglie Saurina.

### Formazione e ministero
Sentendo maturare una precoce vocazione religiosa, entrò nell'Ordine dei frati predicatori il 21 dicembre 1326, all'età di soli dodici anni, presso il convento domenicano della nativa Palma; qui studiò filosofia e teologia per alcuni anni, ricevendo in data sconosciuta l'ordinazione sacerdotale. In seguito lasciò le isole Baleari e partì per Barcellona, dove si distinse per la sua predicazione. Le sue abilità giunsero fino alle orecchie di Pietro IV, re della Corona d'Aragona, che il 18 agosto 1340 lo nominò domestico e cappellano reale, quando non aveva ancora compiuto ventisei anni. Nel 1346 fu incaricato di occuparsi, insieme al confratello Pere Sacoma, delle proprietà appartenenti ai sostenitori di Giacomo III di Maiorca, condannati a morte da Pietro IV.
Durante il capitolo provinciale svoltosi a Lérida nel 1348, fu nominato docente di teologia ed assegnato allo Studio generale di Barcellona, dove ottenne la licenza il 10 gennaio 1349 e conseguì il titolo di maestro di teologia il 10 marzo successivo. Subito dopo partì per Avignone, dove allora si trovava la corte papale, e qui rimase per più di un anno, finché il 24 giugno 1350 venne eletto priore della provincia domenicana della Corona d'Aragona, ricevendo anche la nomina di inquisitore generale del regno due settimane dopo, il 7 luglio.
Come provinciale domenicano, convocò capitoli a Balaguer, Calatayud, Xàtiva, Lleida, Tarragona e Pamplona. Fu il direttore spirituale ed esecutore testamentario delle figlie del re Giacomo II d'Aragona, Maria e Bianca, alla cui richiesta fondò il monastero delle monache domenicane di San Pietro Martire fuori le mura a Barcellona, trasferito poi nel 1423 in quello di Santa Eulalia del Campo. Inoltre diresse la fondazione definitiva del convento dei monaci di Montesión, sempre a Barcellona. 
In veste di inquisitore, perseguitò beghine, begardi e fraticelli, tutti gruppi costituiti da predicatori erranti che denunciavano la corruzione del clero e predicavano una vita fedele al Vangelo e all'esperienza dei primi apostoli, la cui autonomia era vista con grande preoccupazione dalle autorità ecclesiastiche. Diverse figure religiose finirono a processo: Francesc Batlle, O.F.M., custode del convento di Barcellona, del quale confutò e condanno le dottrine nel 1351; il beghino fra Jaume Just, T.O.R., amministratore dell'ospedale di Santa Maria, tra il 1352 ed il 1353; Berenguer de Montfalcó, monaco del monastero di Santa Maria di Poblet, di cui rimproverò le dottrine nel 1353; Arnau Muntaner, O.F.M., il quale a Puigcerdà insegnava che Gesù Cristo e gli apostoli non possedevano beni personali o comuni.

### Cardinalato
Su richiesta di re Pietro IV, papa Innocenzo VI lo creò e pubblicò cardinale nel concistoro del 23 dicembre 1356, all'età di quarantadue anni, divenendo il primo porporato aragonese nella storia della Chiesa; contestualmente gli venne conferito il titolo presbiterale di San Sisto, vacante dal 28 ottobre 1355, giorno della morte del cardinale francese Arnaud de Villemur, C.R.S.A. Entrò nella curia papale di Avignone il 30 marzo 1357, risiedendovi fino a poco prima della morte, divenendo noto come il "cardinale d'Aragona"; lasciò tutti i suoi incarichi in Spagna, nei quali fu sostituito da Nicolas Eymerich, autore del fortunato Directorium inquisitorum.
In una lettera del 1357, re Pietro espresse la sua soddisfazione per la "grande grazia e punto di forza per noi e per tutta la nostra nazione, perché sapeva che c'era un cardinale in Spagna, per la prima volta dalla Castiglia, e la nostra nazione non ne aveva mai avuto uno".
Si conservano molti suoi manoscritti in lingua latina, come il commento a San Matteo, un registro dei libri della Camera apostolica, note sull'ordine domenicano e lettere sulla sua attività di inquisitore. Inoltre fu autore di una "Vita di papa Gregorio IX", pubblicata postuma da Ludovico Antonio Muratori nella raccolta Rerum Italicarum scriptores, e di una storia dei primi papi, conservata presso la Biblioteca apostolica vaticana.
Anselm Turmeda parla di lui in Cobles de la divisió del regne de Mallorques:
(Anselm Turmeda, Cobles de la divisió del regne de Mallorques, Cobla, 41)
L'8 giugno 1361, è stato notato per l'ultima volta nella corte pontificia di Avignone. Sentendosi prossimo alla fine, fece testamento a Perpignano il 12 marzo 1362, lasciando i suoi libri ai conventi domenicani di Barcellona, Gerona e Maiorca; il testamento venne conservato fino al 1835 nel monastero di Montesión, che egli stesso aveva fondato.
Poco dopo tornò nella nativa Palma di Maiorca per passare la convalescenza da una malattia, che però si aggravò, portandolo alla morte il 28 marzo 1362, all'età di soli quarantasette anni. Dopo i solenni funerali, la salma venne sepolta nel convento di San Domenico di Palma, vicino al cancello del coro; il 24 gennaio 1837, prima della demolizione del convento, l'urna contenente i suoi resti venne trasferita nella cattedrale di Santa Maria a Palma di Maiorca.

## Opere
- Romanorum pontificium gesta;
- De quadrupli jurisdictione romanae Ecclesiae in regnum utrisque Siciliae;
- Commentaria in Matthaeum;
- Epistola Clementi VI scripta;
- De unitatae ecclesiae et schismate vitando tractatus.